# Cydonia (Marte)
Cydonia  Il nome originariamente si riferiva alla caratteristica di albedo della superficie di Marte che era visibile dai telescopi terrestri. 
L'area comprende le regioni: Cydonia Mensae, Cydonia Colles e Cydonia Labyrinthus.
Il nome Cydonia è stato tratto dall'antichità classica, in questo caso da Cydonia o Kydonia (greco antico : Κυδωνία ; latino : Cydonia ), una polis storica (città stato) sull'isola di Creta.

## Posizione
Cydonia si trova nell'emisfero settentrionale del pianeta in una zona di transizione tra le regioni ricche di crateri a sud e le pianure relativamente lisce a nord. Alcuni planetologi ritengono che le pianure settentrionali potrebbero essere state un tempo fondali oceanici e che Cydonia potrebbe essere stata una zona costiera. È nel quadrilatero del Mare Acidalium.

## Riferimenti nella Cultura Pop
- Il singolo Knights of Cydonia dei Muse deve il suo nome proprio a Cydonia. Inoltre, la copertina dell'album Black Holes & Revelations (da cui proviene lo stesso singolo), ritrae i quattro Cavalieri dell'Apocalisse seduti attorno a un tavolo situato proprio su un'altura di Cydonia.
- Nel videogioco del 2023 Starfield, l'insediamento umano principale su Marte si chiama proprio Cydonia